# Rhododendron viscosum
Rhododendron viscosum là một loài thực vật có hoa trong họ Thạch nam. Loài này được (L.) Torr. miêu tả khoa học đầu tiên năm 1824.

## Hình ảnh

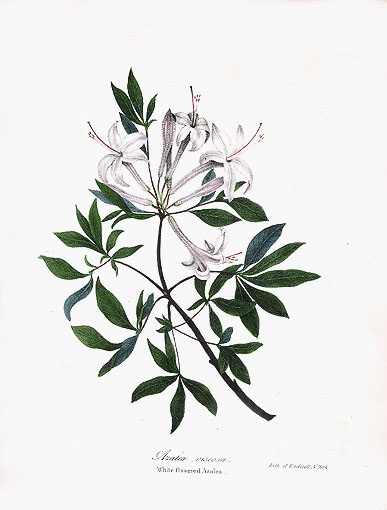
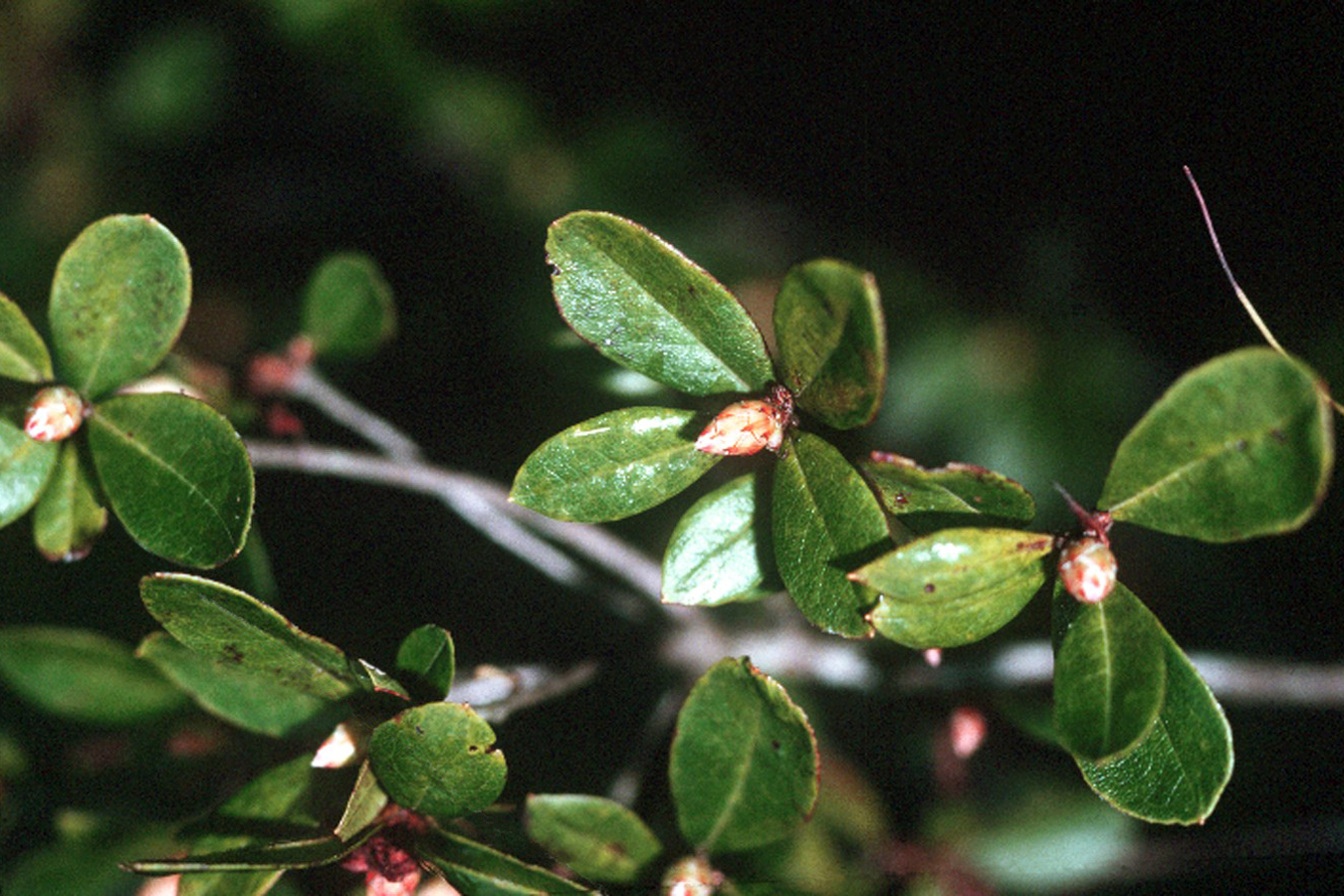